# 佐佐木朗希
佐佐木朗希（日语：／ Sasaki Rouki，2001年11月3日—）是日本岩手縣陸前高田市出身的職業棒球選手，司職投手，目前效力於美國職棒洛杉矶道奇，外號令和怪物。於2022年4月10日對陣歐力士猛牛的比賽中達成日本職棒睽違28年的完全比賽，並以連續13次奪三振打破了由土橋正幸保持的連續9次奪三振的記錄。

## 經歷

### 學生時代
生於東北地方岩手縣陸前高田市，三兄弟中排行第二。小學三年級時加入當地少棒隊，初次接觸棒球。2011年3月11日發生東日本大震災，他的家被沖毀，父親和祖父母罹難，災後母親帶著全家搬到大船渡市，於是他在小學四年級時轉到大船渡市豬川小學，加入當地棒球隊。中學時即已展露頭角，球速可達時速141公里，畢業後拒絕花卷東高、大阪桐蔭等棒球名校的入隊邀請，選擇進入當地的大船渡高校就讀。
高一在縣級比赛中正式亮相時，球速已經到達到時速147公里。高二夏天進步到時速154公里，同年秋天再提升至時速157公里，並列日本高中二年級投手的最快成績。
高三參加第101回全國高等學校野球選手權大會岩手縣預賽選拔，在第四戰對盛岡的比赛中投出時速160公里的速球，並列日本高中投手在正式比賽中的最快紀錄。7月30日的冠軍戰，大船渡高校對決花卷東高校，總教練國保陽平考量佐佐木朗希在決賽前已經頻繁登版（29局，435球），為了避免受傷，改用二號先發柴田貴廣主投。最後大船渡以2比12敗北，無緣進軍甲子園。這個投手調度讓校方在賽後接到大量的球迷投訴，並引發球界極大的議論，多數意見（高中教練、退役職棒選手、球評）認為還是應該讓佐佐木朗希上場投球。
2019年8月入選U18世界盃棒球賽日本代表隊。4月6日在球隊集訓練習時被中日龍隊球探以測速槍測出時速163公里的球速，打破由大谷翔平保持、時速160公里的日本高中生最快球速紀錄。自此佐佐木贏得「令和怪物」的稱號，與奥川恭伸（星稜）、西純矢（創志学園）、及川雅貴（橫濱）並稱當年的「高校BIG4」（「高中棒球四巨投」）。但在比賽前他的右手中指起了水泡，最後整個賽事只在對韓國隊時先發一局即退場。
2019年10月1日，他正式申請參加職棒選秀。10月17日的選秀會中，佐佐木朗希同時獲得北海道日本火腿、千葉羅德海洋、東北樂天金鷲、埼玉西武獅的第一指名，抽籤後由千葉羅德取得交涉權，最後合約簽訂：簽約金1億日幣，附帶激勵獎金5000萬日幣，年薪1600萬日幣（推定金額）。背號17號，自我期許未來球速可以達到時速170公里。因為同隊現役還有另一名球員也姓佐佐木（佐佐木千隼），所以他在球賽報導與記分板上的姓名標示為「佐佐木朗」，而球衣的姓名外語拼寫為 R. SASAKI。

### 職業生涯
2020年參加一軍春訓。球團在Youtube官方頻道發布佐佐木首次進入牛棚練投的影片，七天内被點閱一百萬次，打破該頻道的紀錄，但開季前他並没有實戰登板，開季後也沒有登錄在一軍名單內，而是在投手教練吉井理人的安排下隨一軍練習。原本被期待球季末首次在一軍亮相，但總教練井口資仁認為他還没有到達能比赛的狀態，於是新人球季他没有在一軍或二軍投過任何一場球，而是整年隨著一軍加强自己的體能。球季結束後他簽了合約，新年度年薪維持1600萬日元。
2021年繼續參加一軍春訓。4月2日，他在東部聯盟對養樂多燕子隊二軍的比賽中首次亮相，投一局，無安打、無失分、一次三振，最快球速時速153公里。在二軍總計出賽20局，防禦率僅0.45。2021年5月16日佐佐木朗希生涯首次在一軍先發，對手是埼玉西武獅隊。他對山川穗高送出職棒生涯的第一次三振，最後用107球投完5局，被擊出6支安打、失4分（2分自責分）、送出5次三振，無關勝敗。5月27日在甲子園球場交流戰對阪神虎隊先發，投5局失4分（3分自責分），獲得生涯首勝。他在賽後訪問中說，要把生涯首勝球獻給父母。6月24日對福岡軟銀鷹隊，投5.1局，失3分，職業生涯首敗。8月28日對東北樂天金鷲，投5局被擊出3支安打，送出5次三振，拿下職業生涯中第一場無失分勝投。總計2021年球季例行賽共11場先發，戰績3勝2負，防禦率2.27。當季千葉羅德海洋隊晉級季後賽，他在第一戰對東北樂天金鷲隊先發，6局送出10次三振，僅失1分。球季結束，球團為他加薪，推定年薪3000萬日幣。
2022年，他在職業生涯中首次進入開幕戰名單，並在3月27日對東北樂天金鷲隊的比賽中先發，第一局就將球速飆到時速164公里，刷新個人最快球速紀錄，終場先發6局、被擊出4支安打、失3分（3分自責分）、送出10次三振，吞下首敗。4月3日第二次登板對埼玉西武獅隊，先發8局、被擊出3支安打、失1分（1分自責分）、送出13次三振，赢得本季首勝。4月10日對歐力士猛牛隊，從第一局兩出局後連續三振13名打者，打破東映フライヤーズ（北海道日本火腿鬥士隊前身）投手土橋正幸保持的連續三振紀錄（原紀錄連續9次，1958年5月31日對埼玉西武獅隊前身西鐵隊），終場以105球完投9局、三振19名打者，追平歐力士隊野田浩司單場三振紀錄（1995年4月21日對千葉羅德海洋隊），成為日本職棒史上第16位、也是讀賣巨人隊槙原寬己1994年5月18日對廣島鯉魚隊之後第一位締造完全比賽紀錄的投手。他在這場比賽中同時還創造了其他的日本職棒歷史紀錄：第一場每一局都有三振的完全比賽，生涯最快投出完全比賽的投手（第14場先發），投出完全比賽最年輕的投手（20歲零5個月，舊紀錄為橫濱DeNA海灣之星前身、大洋鯨隊島田源太郎的20歲11個月，1960年8月11日對阪神虎隊前身大阪虎隊）。4月17日主場對北海道日本火腿鬥士隊，佐佐木朗希先發八局，105球，送出14次三振，沒有讓任何打者上壘，最後千葉羅德海洋在延長第十局以零比一敗北（萬波中正陽春砲）。此役他再度創造日本職棒紀錄：連續17局對手無安打（舊紀錄為大陽ロビンス隊真田重藏的連續16局，1948年），第三位開季起連四場雙位數三振（前兩人為1991年野茂英雄，6場；2010年達比修有，5場），開季初登板連續三振紀錄（25局，舊紀錄為北海道日本火腿鬥士隊伊藤大海的23局，2021年），追平日籍投手連續三振紀錄（25局，歐力士猛牛隊山本由伸，2020年。日本職棒連續三振局數紀錄是43局，軟體銀行鷹隊Dennis Sarfate，2015年）。

## 投球特點
右投手佐佐木的身高達192cm，採四分之三（斜肩）的機制投球，平均158.3km/h（2022年賽季）、最快165km/h的四縫線速球與指叉球為配球的主軸，再加上部分的滑球與曲球搭配，其中指叉球被視為他手中最具威力的變化球。四縫線速球具有不錯的尾勁，實戰時測得的最高轉速超過了2,600rpm。

## 年度別投手成績
| 年 度     | 球 隊     | 出 賽 | 先 發 | 完 投 | 完 封 | 無 四 球 | 勝 利 | 敗 戰 | 救 援 | 中 繼 成 功 | 勝 率 | 打 者 | 投 球 局 數 | 被 安 打 | 被 全 壘 打 | 保 送 | 敬 遠 | 觸 身 球 | 三 振 數 | 暴 投 | 犯 規 | 失 分 | 自 責 分 | 防 禦 率 | WHIP |
| --------- | --------- | ----- | ----- | ----- | ----- | -------- | ----- | ----- | ----- | ----------- | ----- | ----- | ----------- | -------- | ----------- | ----- | ----- | -------- | -------- | ----- | ----- | ----- | -------- | -------- | ---- |
| 2021      | 羅德      | 11    | 11    | 0     | 0     | 0        | 3     | 2     | 0     | 0           | .600  | 258   | 63.1        | 51       | 5           | 16    | 1     | 0        | 68       | 3     | 0     | 24    | 16       | 2.27     | 1.06 |
| 2022      | 羅德      | 20    | 20    | 2     | 1     | 0        | 9     | 4     | 0     | 0           | .692  | 490   | 129.1       | 80       | 7           | 23    | 2     | 7        | 173      | 4     | 1     | 31    | 29       | 2.02     | 0.80 |
| 2023      | 羅德      | 15    | 15    | 0     | 0     | 0        | 7     | 4     | 0     | 0           | .636  | 345   | 91.0        | 51       | 1           | 17    | 0     | 5        | 135      | 12    | 0     | 19    | 18       | 1.78     | 0.75 |
| 2024      | 羅德      | 18    | 18    | 1     | 0     | 1        | 10    | 5     | 0     | 0           | .667  | 450   | 111.0       | 83       | 2           | 32    | 1     | 8        | 129      | 9     | 0     | 34    | 29       | 2.35     | 1.04 |
|           |           |       |       |       |       |          |       |       |       |             |       |       |             |          |             |       |       |          |          |       |       |       |          |          |      |
| 總計：4年 | 總計：4年 | 64    | 64    | 3     | 1     | 2        | 29    | 15    | 0     | 0           | .659  | 1543  | 394.2       | 265      | 15          | 88    | 4     | 20       | 505      | 28    | 1     | 108   | 92       | 2.10     | 0.89 |

- 截至2024球季結束
- 粗體字為該年度聯盟最高

### 年度別守備成績
| 年 度 | 球 隊 | 投手  | 投手  | 投手  | 投手  | 投手  | 投手     |
| 年 度 | 球 隊 | 出 賽 | 刺 殺 | 助 殺 | 失 誤 | 雙 殺 | 守 備 率 |
| ----- | ----- | ----- | ----- | ----- | ----- | ----- | -------- |
| 2021  | 羅德  | 11    | 2     | 6     | 2     | 1     | .800     |
| 2022  | 羅德  | 20    | 3     | 8     | 5     | 2     | .688     |
| 2023  | 羅德  | 15    | 4     | 4     | 2     | 0     | .800     |
| 2024  | 羅德  | 18    | 6     | 5     | 1     | 0     | .917     |
|       |       |       |       |       |       |       |          |
| 總計  | 總計  | 64    | 15    | 23    | 10    | 3     | .792     |

- 截至2024球季結束
- 粗體字為該年度聯盟最高

### 背號
- 17（2020年－2024年）
- 14（2023年世界棒球經典賽日本代表）
- 11（2025年－）

## 外部連結
- 佐佐木朗希在日本職棒（英语）
- 佐佐木朗希在Baseball-Reference.com（小聯盟以及海外聯盟）（英语）
- 佐佐木朗希的Instagram帳戶